# تاکناکا
تاکناکا (انگلیسی: Takenaka) شرکت مهندسی ژاپنی است، که در سال ۱۶۱۰ تأسیس شد.